# کریستیان پوتنزا
جورجینا چاپمن (به انگلیسی: Christian Potenza) (زاده ۱۴ آوریل ۱۹۷۶) بازیگر کانادایی است.
از فیلم‌های معروف او می‌توان به بازی در فیلم تاکسیدو اشاره کرد.